# Маттссон, Никлас
Никлас Маттссон (швед. Niklas Mattsson; 16 марта 1992 года, Сундсвалль, Швеция) — шведский сноубордист, выступающий в дисциплинах биг-эйр, слоупстайл и хафпайп. Двукратный серебряный призёр Чемпионатов мира (2011, 2013). Победитель этапа Кубка мира в биг-эйре.